# Artyom Khachaturov
Artyom Khachaturov (in armeno Արտյոմ Խաչատուրով?; in russo Артем Хачатуров?; in romeno Artiom Haceaturov; Tighina, 18 giugno 1992) è un ex calciatore moldavo naturalizzato armeno, di ruolo difensore.

## Carriera

### Club
Debutta in Europa League il 4 novembre 2011, nella partita BATE Borisov-Sheriff Tiraspol (3-1).

### Nazionale
Ha giocato con le nazionali giovanili moldave Under-17 ed Under-19.
Nel 2013 ha esordito con la nazionale maggiore armena, con la quale nell'arco di cinque anni (dal 2013 al 2018) ha giocato in totale 4 partite.

## Palmarès

### Club

#### Competizioni nazionali
- Campionato moldavo: 3

Sheriff Tiraspol: 2009-2010, 2011-2012, 2012-2013
- Coppa di Moldavia: 1

Sheriff Tiraspol: 2009-2010

#### Competizioni internazionali
- Coppa dei Campioni della CSI: 1

Sheriff Tiraspol: 2009